# Lija Sergejewna Lewitskaja
Lija Sergejewna Lewitskaja (russisch Лия Сергеевна Левитская; * 23. November 1931 in Moskau; † 2. Oktober 2009 ebenda) war eine sowjetische bzw. russische Turkologin.

## Leben
Lewitskaja studierte 1948–1953 an der Lomonossow-Universität Moskau (MGU) in der Philologie-Fakultät und war eine der befähigsten Studentinnen Nikolai Dmitrijews (1898–1954). Darauf arbeitete sie zunächst in der Redaktion der Zeitung Turkmeniskaja prawda und ab 1956 in der Orientalistik-Abteilung der A.-M.-Gorki-Bibliothek der MGU.
Als Aspirantin wurde  Lewitskaja 1958 in das Institut für Linguistik der Akademie der Wissenschaften der UdSSR (AN-SSSR, seit 1991 Russische Akademie der Wissenschaften (RAN)) aufgenommen. Nach dem Abschluss der dreijährigen Aspirantur bei Boris Serebrennikow arbeitete sie im Sektor für Turksprachen (später Turk- und Mongolische Sprachen). Ihre Dissertation über die historische Phonetik der Tschuwaschischen Sprache verteidigte sie 1966 mit Erfolg für die Promotion zur Kandidatin der philologischen Wissenschaften.
Lewitskaja arbeitete nun als wissenschaftliche Mitarbeiterin in der Abteilung für Ural-altaische Sprachen des Instituts für Linguistik. Sie war an der Erstellung und Druckvorbereitung der ersten Bände des Etymologischen Wörterbuchs der Turksprachen Erwand Sewortjans beteiligt, wobei auch der Inhalt ihrer Dissertation aufgenommen wurde. Nach dem Tod Sewortjans 1978 war sie verantwortliche Redakteurin des nächsten Bandes und leitete die Gruppe für die weiteren Bände. Sie war Mitautorin der sechsbändigen Vergleichenden Historischen Grammatik der  Turksprachen. Ihre Morphologie der tschuwaschischen Sprache war 1976 erschienen. Sie wurde 1989 pensioniert und arbeitete darauf weiter wissenschaftlich.
Lewitskaja starb am  2. Oktober 2009 in Moskau. Entsprechend ihrem letzten Willen wurde ihre Asche auf der Oka in Tarussa verstreut.